# Station to Station
Station to Station es el décimo álbum de estudio del músico británico David Bowie, lanzado por RCA Records en 1976. Comúnmente valorado como uno de sus trabajos más importantes, Station to Station se caracteriza también por ser el vehículo del último alter ego de Bowie, The Thin White Duke («El delgado duque blanco »). El disco fue grabado después de rodar la película de Nicolas Roeg, El hombre que vino de las estrellas. Durante las sesiones Bowie mostraba una gran adicción a las drogas, especialmente a la cocaína, y en sus últimos años poco recordó de su producción. Más tarde culparía a sus adicciones y a su alter ego por varios lapsus en su juicio durante ese período, caracterizados por perturbadoras inclinaciones hacia el fascismo y hacia la cocaína.
Musicalmente, Station to Station es un álbum de transición para Bowie, desarrollando el funk y el soul de su anterior disco Young Americans, al tiempo que presenta una nueva dirección hacia sintetizadores y ritmos motorik influenciados por bandas electrónicas alemanas como Kraftwerk y Neu!. Esta nueva tendencia en su repertorio culminó en algunas de sus obras más aclamadas, en la llamada Trilogía de Berlín, grabada con Brian Eno entre 1977 y 1979. Luego de explorar las características y la esencia de la vida americana en Young Americans, Bowie sintió que Station to Station  fue «un llamado a volver a Europa para mí»; de hecho, The Thin White Duke es un personaje marcadamente europeo. Líricamente el álbum refleja sus intereses con Nietzsche, Aleister Crowley, la mitología y la religión; así como también con el amor, pero viéndolo desde una perspectiva mucho más oscura.   
Con su mezcla de funk y el krautrock, romanticismo y el ocultismo, Station to Station ha sido descrito como «simultáneamente uno de los álbumes más accesibles de Bowie y a la vez uno de sus más impenetrables». Fue precedido por el sencillo «Golden Years», el cual llegó al top 10 en las listas del Reino Unido y EE. UU. El álbum fue bien recibido por la crítica y el público, y tuvo serios impactos en la vida personal y artística del cantante, e inclusive hasta influenciando a algunas bandas que surgirían posteriormente, como Magazine y Joy Division; convirtiéndose así, en uno de los álbumes más influyentes de la carrera musical de Bowie.

## Antecedentes
De acuerdo con el biógrafo David Buckley, la estancia de Bowie en Los Ángeles, impulsada por una «astronómica» adicción a la cocaína, y una dieta a base de leche y pimientos, fue vivida en gran parte—durante 1975 y 1976—«en un estado de terror psíquico». Los rumores—la mayoría de ellas provenientes de una entrevista de Bowie con Cameron Crowe, de la cual hubo partes que vieron luz en Playboy y Rolling Stone—describían al cantante viviendo en una casa llena de objetos egipcios antiguos, velas oscuras ardiendo, cuerpos cayendo más allá de su ventana, aterrorizado por el hecho de que brujas querían usar su semen para algún rito oscuro, recibiendo mensajes secretos de The Rolling Stones, y recibiendo amenazas por parte de Jimmy Page, un notorio aficionado a Aleister Crowley. Bowie diría posteriormente de Los Ángeles: «ese puto lugar debería ser borrado de la faz de la Tierra».
Fue en el rodaje de su primera película relevante, El hombre que vino de las estrellas, en la que Bowie comenzó a escribir una pseudo-autobiografía titulada The Return of The Thin White Duke. También estaba escribiendo música con idea de realizar la banda sonora de la película, aunque esto no llegaría a un buen término. (El mismo Bowie recomendó a John Phillips, exmiembro de The Mamas and the Papas para que escribiera y produjera la música original para el filme). El director Nicolas Roeg le advirtió al artista que el rol de Thomas Jerome Newton (rol que Bowie interpretaba en la película) probablemente seguirá un tiempo después de terminada la producción. Debido a esto, Bowie desarrolló su estilo propio para interpretar su papel en la filmación. La apariencia frágil y altanera de Newton (desarrollada por Bowie), afectó después a su imagen pública como cantante, así como también a las portadas de sus siguientes dos álbumes en 1977.
The Thin White Duke se convertiría en el portavoz de Station to Station, y no pocas veces durante los próximos seis meses, lo sería para el mismo Bowie. Impecablemente vestido con camisa blanca, pantalón negro y chaleco, The Duke era un personaje vacío que cantaba canciones románticas con una angustiante intensidad mientras no sentía nada—«hielo enmascarado de fuego». Se ha descrito al personaje como «un aristócrata loco», «un zombie amoral», y «un superman ario sin sentimientos». Para el mismo Bowie, The Duke era de hecho un personaje desagradable.

## Grabación
Station to Station fue grabado en 1975 en Cherokee Studios, Los Ángeles. En 1981, los editores de NME, Roy Carr y Charles Shaar Murray, supusieron que su grabación fue—«en 10 días de actividad frenética»—cuando Bowie decidió que no había esperanza en su producción de la banda sonora para El hombre que vino de las estrellas. Estudios más recientes afirman que el álbum fue grabado en un par de meses, entre octubre y noviembre de 1975, y que ya estaba envasado antes de que Bowie comenzara con sus sesiones canceladas para la banda sonora.
Varias veces llamado The Return of The Thin White Duke, o Golden Years, Station to Station fue coproducido junto a Harry Maslin, colaborador de Bowie en las canciones «Fame» y «Across the Universe» del disco Young Americans. Tony Visconti, quien luego de una ausencia de tres años había regresado para trabajar con Bowie mezclando Diamond Dogs y coproduciendo David Live y Young Americans,  no pudo participar en el álbum debido a su compromiso con otros artistas. Sin embargo, en la grabación se cimentó la alineación que acompañaría a Bowie por el resto de la década, con el bajista George Murray uniéndose a Dennis Davis y Carlos Alomar, baterista y guitarrista rítmico de Young Americans respectivamente.
Este proceso de grabación estableció un patrón en los siguientes álbumes de Bowie, incluyendo a Scary Monsters (and Super Creeps) en 1980: las pistas musicales eran hechas por Murray, Davis y Alomar; saxofón, teclados, y guitarras superpuestas (hechas por Bowie, Roy Bittan, y Earl Slick, respectivamente); voces, y finalmente varios trucos de producción para completar las canciones. Según Bowie: «Conseguí algunas cosas bastante extraordinarias de Earl Slick. Creo que eso capturó su imaginación para hacer ruidos con la guitarra, y texturas, en lugar de tocar las notas correctas», Mientras que Alomar recordó: «Fue uno de los álbumes más gloriosos que jamás he hecho [...] Experimentamos mucho en él». Harry Maslin, quien participó como coproductor, también disfrutó de las grabaciones: «Me encantaban esas sesiones porque estábamos totalmente abiertos y experimentales en nuestro enfoque».
No obstante, el propio Bowie no recuerda casi nada de la producción del álbum, ni siquiera del estudio, admitiendo después: «Supe que estaba en L.A porque lo leí». El cantante no era el único que abusaba de la cocaína durante las sesiones, Carlos Alomar comentó, «Si había una raya de coca que te mantuviera despierto hasta las 8 de la mañana, entonces podías hacer tu parte en la guitarra, y seguías con la raya [...] el uso de coca es impulsado por la inspiración». Al igual que Bowie, Earl Slick tiene pobres recuerdos de la grabación: «El álbum es un poco borroso—¡por razones obvias! Estábamos en el estudio y fue genial— pasábamos ahí un montón de horas, un montón de noches».
La portada era una captura en blanco y negro de El hombre que vino de las estrellas, en la cual Bowie, en el papel de Thomas Jerome Newton, da un paso hacia la cápsula espacial en la que volverá a su planeta natal. Bowie había insistido en usar la imagen recortada en blanco y negro ya que sintió que en la imagen original a color y en tamaño completo, el cielo se veía artificial. Cuando Rykodisc reeditó el catálogo de Bowie en 1990, la versión a color fue usada. En la contraportada se mostraba a Bowie dibujando a un Sefirot del Cábala con tiza—algo que había estado haciendo en el set de la película.

## Estilo y temática
Station to Station es a menudo citado como un álbum de transición en la carrera de Bowie. Nicholas Pegg, autor de The Complete David Bowie, lo calificó como un «punto medio exacto en el viaje de Young Americans a Low», mientras que para Roy Carr y Charles Shaar Murray, «efectivamente divide los años 70 para David Bowie, vinculando la época de Ziggy Stardust con el plastic soul, y presentando los primeros tintes de la nueva música que iba a seguir en Low».

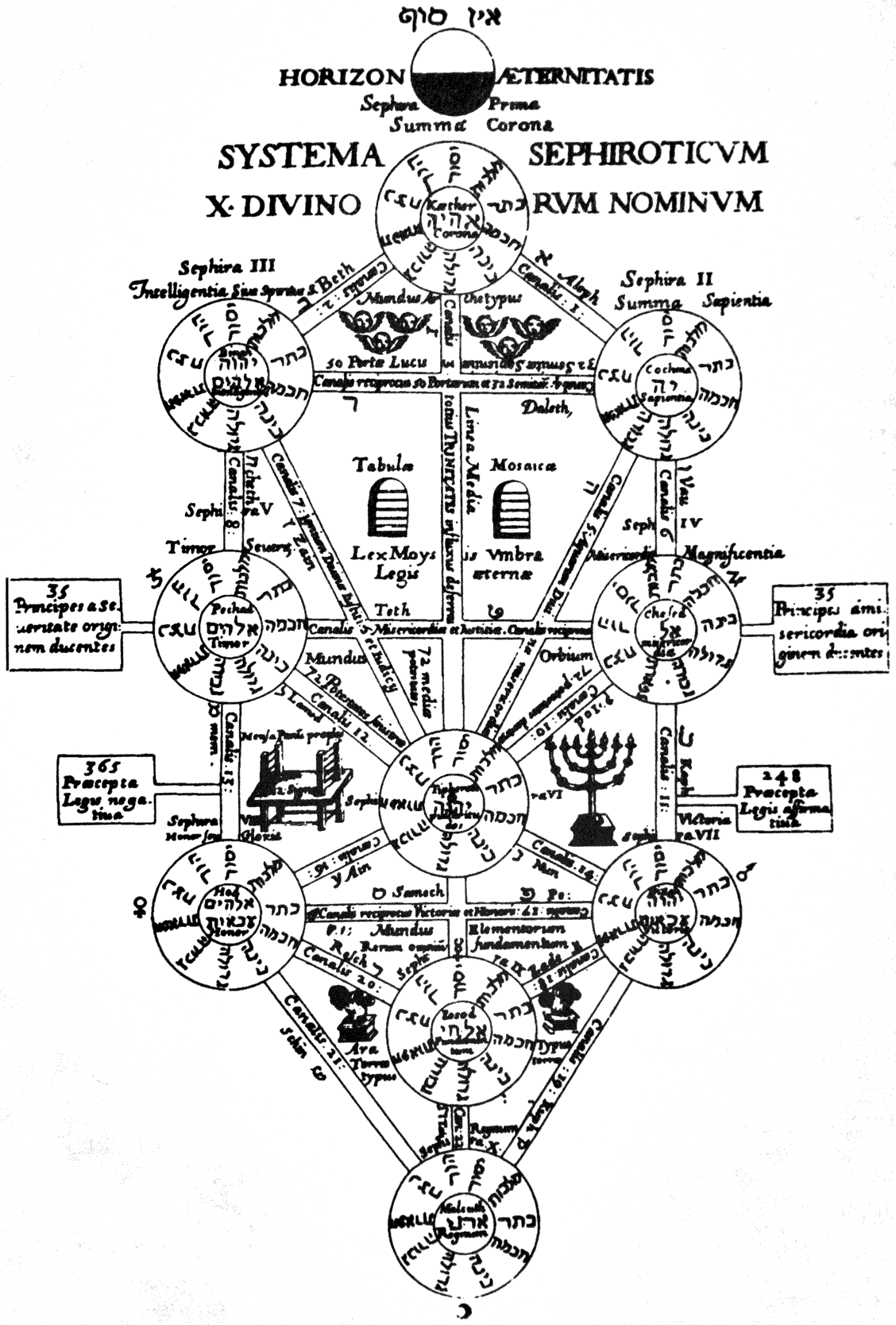
El Árbol de la vida, uno de los textos principales de la Cábala, un tema recurrente en Station to Station.

En cuanto a la propia opinión de Bowie, el sabor «eurocéntrico» de Station to Station tuvo sus orígenes musicales en canciones como «Aladdin Sane» y «Time» (1973), mientras que sus elementos funk/disco fueron un desarrollo a partir del soul/R&B de Young Americans (1975). Además Bowie también había empezado a disfrutar de la influencia del motorik alemán y bandas electrónicas como Neu!, Can, y Kraftwerk. Temáticamente el álbum revisita temas tratados en canciones tales como «The Supermen» de The Man Who Sold the World (1970), y «Quicksand» de Hunky Dory (1971): el Übermensch de Nietzsche, el ocultismo de Aleister Crowley, la fascinación Nazi con la mitología del Santo Grial, y la Cábala. Pegg consideró el tema en el álbum como un enfrentamiento entre «el ocultismo y cristianismo».
El estilo musical de «Golden Years», la primera canción grabada para el álbum, fue construida a base del funk y el soul de Young Americans pero con un toque más duro y «afilado». Ha sido descrito como llevando consigo «un aire de pesar por las oportunidades perdidas y de los placeres del pasado». Bowie dijo que la canción fue escrita para—y rechazada por—Elvis Presley, mientras que la esposa de Bowie en ese tiempo, Angela Bowie, afirmó que fue escrita para ella. Aunque alcanzó los diez primeros lugares en ambos lados del Atlántico, rara vez fue interpretada en vivo en la gira posterior a Station to Station. «Stay» fue otra pieza impulsada por un riff funk, «grabada en nuestro frenesí de cocaína», según Alomar. Sus letras han sido interpretadas de diversas maneras como la reflexión sobre «la incertidumbre de la conquista sexual», y como un ejemplo del falso romanticismo de The Duke.
El elemento cristiano se hizo más evidente en «Word on a Wing», aunque para algunos críticos, la religión, al igual que el amor, era simplemente otra manera de The Duke para probar su insensibilidad. Bowie afirma que en esta canción, por lo menos, la pasión es genuina. Cuando fue interpretada en vivo en 1999, el cantante la describió como el precedente de «los días más oscuros de mi vida [...] Estoy seguro de que era un llamado de auxilio». La balada de cierre, «Wild Is the Wind», es la única canción del álbum que no fue escrita por el artista, y ha sido elogiada como una de las mejores interpretaciones vocales en la carrera de Bowie. Bowie tuvo su inspiración para grabar la canción después de conocer a la cantante/pianista/compositora Nina Simone, quien la cantó en su álbum Wild Is the Wind (1966).
La escena de El hombre que vino de las estrellas en la que el fantasma de Thomas Jerome Newton estaba tendido delante de docenas de televisores, se dice que inspiró en parte a la canción más optimista del álbum, «TVC15». Otros suponen que trata supuestamente sobre la novia de Iggy Pop siendo devorada por un televisor, y también ha sido descrita como «incoherentemente alegre» y como «el homenaje más oblicuo que se pueda imaginar hacia The Yardbirds».
La canción que abre el disco, «Station to Station», fue descrita como «el anuncio de una nueva era de experimentalismo» para Bowie. «Station to Station» estaba dividida en dos partes; una lenta, pero portentuosa secuencia de piano, precedida por un tren aproximándose intercalado con el agitado feedback de la guitarra de Earl Slick, seguida de una sección a una velocidad mayor de rock/blues. En 1999 Bowie, en la revista Uncut diría, «Desde 'Station to Station' la unión del R&B y la música electrónica ha sido una de mis metas». A pesar del ruido del tren en los primeros momentos, Bowie afirma que la canción no se refiere tanto a las estaciones de ferrocarril, sino que se refiere a las estaciones de la cruz; mientras que la línea «From Kether to Malkuth» («Desde Kéter hasta Maljut»), hace referencia a los lugares místicos de la Cábala; por lo que la letra termina mezclando referencias cristianas y judías. La fijación con el ocultismo se hace aún más clara en frases como «white stains» («manchas blancas»), el nombre de un libro de poesía de Aleister Crowley. Con la obvia influencia del krautrock, es el álbum con el anticipo más claro de la posterior Trilogía de Berlín.

[El álbum es] un espíritu vacío [...] Hasta las canciones románticas son artificiales, pero creo que es fascinante.
David Bowie, Creem

## Sencillos y temas inéditos
Todas las canciones de Station to Station, excepto la que le da el título al álbum finalmente fueron publicados como sencillos. «Golden Years» fue lanzado en noviembre de 1975, dos meses antes que álbum. Bowie supuestamente se emborrachó al interpretarla en el programa televisivo estadounidense Soul Train, lo que terminó convirtiéndose en el clip visto en los vídeos musicales de la canción. Alcanzó el octavo puesto en el Reino Unido y el décimo puesto en los Estados Unidos (donde se mantuvo en las listas por dieciséis semanas) pero, al igual que «Rebel Rebel» con Diamond Dogs, fue un adelanto poco representativo para el álbum.
«TVC15» fue editado y publicado como segundo sencillo en mayo de 1976, llegando al lugar 33 en el Reindo Unido y el lugar 64 en el otro lado del Atlántico. «Stay», también fue acortado y apareció el mismo mes, y fue publicado para promocionar la compilación de RCA Changesonebowie, aunque no aparecería en dicho álbum (Changesonebowie fue enfundado de manera similar a Station to Station, con la portada en blanco y negro y letras idénticas), En noviembre de 1981, como el contrato del cantante con RCA estaba llegando a su fin, «Wild Is the Wind» fue publicado como sencillo para nuevamente tratar de promocionar la compilación. Con «Word on a Wing» como cara B, y acompañado de un vídeo especialmente grabado para el lanzamiento, «Wild Is the Wind» logró el puesto 24 en el Reino Unido y se aferró a las listas durante diez semanas.
Una canción supuestamente grabada durante las sesiones del álbum en Cherokee Studios, fue una versión de «It's Hard to Be a Saint in the City» de Bruce Springsteen. No sería lanzada en ese tiempo, hasta que fue publicada en 1990 en el box set Sound and Vision. Harry Maslin y Carlos Alomar afirmaron que nunca grabaron la canción en Cherokee Studios, mientras que Tony Visconti cree que probablemente la grabación consistió en superponer las cintas en una pista originalmente grabada en Olympic Studios y en Island Studios en las sesiones de Diamond Dogs, con el baterista Aynsley Dunbar, el bajista Herbie Flowers, y el teclista Mike Garson. La canción sería posteriormente lanzada en The Best of David Bowie 1974/1979.

## Gira y controversias

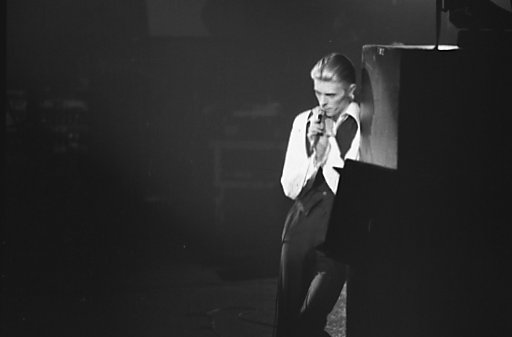
Bowie como The Thin White Duke, durante un concierto en Maple Leaf Gardens, el 26 de febrero de 1976.

Con las sesiones de Station to Station terminadas en diciembre de 1975, Bowie empezó a trabajar en la banda sonora de  El hombre que vino de las estrellas con la colaboración de Paul Buckmaster. Bowie esperaba ser el completo responsable para la música de la película, pero luego se enteró de que esto no sería así: «cuando completé cinco o seis canciones, me dijeron que si podía dejarle mi trabajo a otras personas [...] y dije 'Mierda, no conseguirás eso'. Estaba muy enojado. Puse mucho esfuerzo trabajando en eso». No obstante, Harry Maslin argumenta que Bowie estaba literalmente «fundido» y que no podría completar en trabajo de ninguna manera. El cantante estaba eventualmente colapsado, admitiendo después que «había partes de mi tiradas en todo el piso». En cualquier caso, la única instrumental compuesta para la banda sonora que vio luz, se convirtió en «Subterraneans» en su siguiente álbum de estudio, Low.

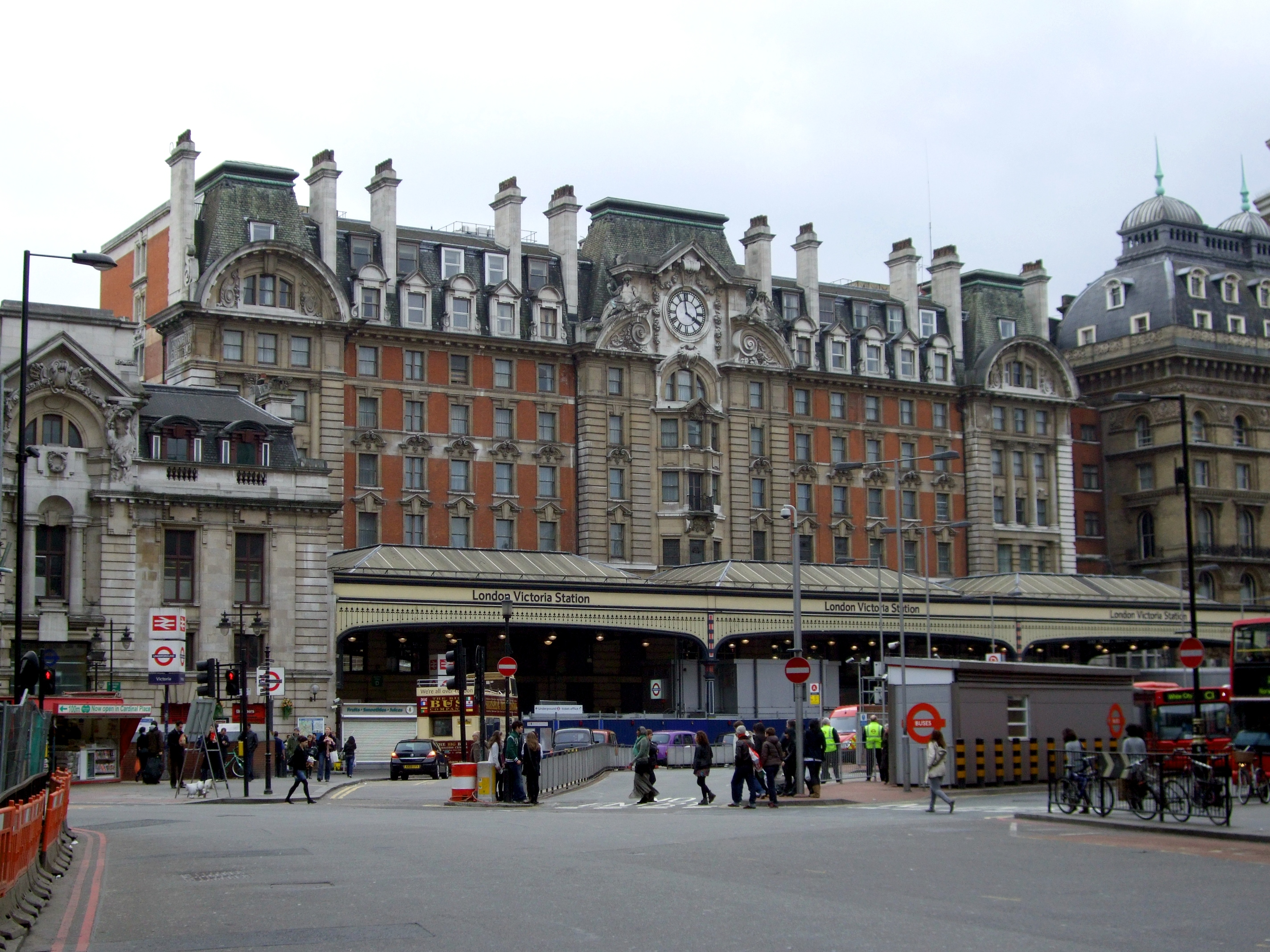
La Estación de Victoria, lugar donde ocurrió el incidente homónimo, uno de los más infames en la carrera del artista.

Después de abandonar su trabajo en la banda sonora, Bowie inició la gira Isolar - 1976 Tour, comenzando el 2 de febrero de 1976 y finalizando el 18 de mayo del mismo año. La canción «Radioactivity» de Kraftwerk era usada como obertura para los conciertos, acompañado de imágenes de la película surrealista Un perro andaluz de Luis Buñuel y Salvador Dalí. La puesta en escena contaba con Bowie en el papel de The Thin White Duke, vestido de chaleco y camisa, y con un paquete de cigarrillos Gitanes puesto ostentosamente en su bolsillo, moviéndose con rigidez a través de «la cortina de luz blanca», lo que provocó que apareciera el sobrenombre de «The White Light Tour».  En 1989 Bowie reflexionó: «Yo quería volver a esa clase de cine expresionista alemán [...] y la iluminación de, por ejemplo, Fritz Lang o Pabst. Un estilo de película en blanco y negro, pero con una intensidad tipo agresiva. Pienso que para mí, personal y teatralmente, fue la gira más exitosa que he hecho». La gira de Station to Station fue el origen de una de las mejores grabaciones conocidas del artista, la cual fue extraída de un programa radial de su concierto en el Nassau Coliseum el 23 de marzo de 1976.
Bowie desarrolló cierto criticismo durante la gira por su supuesta visión pro-fascista. En 1974 en una entrevista declaró que: «Adolf Hitler fue una de las primeras estrellas del rock [...] tan bueno como Jagger [...] Puso en escena a un país entero». Aunque se las arregló para evitar las condenaciones. En la misma gira, sin embargo, una serie de incidentes atrajeron a la prensa; empezando en abril de 1976 cuando fue detenido en una aduana de Europa del Este por la posesión de objetos nazis. En el mismo mes fue citado en Estocolmo diciendo que «Gran Bretaña podría beneficiarse de un líder fascista». Bowie culparía a sus adicciones y a su alter ego por los constantes lapsus en su juicio. La controversia tuvo su punto álgido en el 2 de mayo de 1976, poco antes de terminar la gira, en el llamado «incidente de la Estación de Victoria» en Londres, cuando Bowie llegó en un descapotable Mercedes-Benz, momento en el que aparentemente dio un saludo Nazi al público, lo que fue fotografiado y publicado en NME. Bowie afirmó que el fotógrafo le había sorprendido agitando la mano, declaración apoyada por un joven Gary Numan quien estaba entre la multitud: «Piénsalo. Si un fotógrafo toma una foto de ti conduciendo, harás un saludo Nazi cuando termines de hacer el movimiento del brazo. Todo lo que necesitas es un idiota en una revista musical o lo que sea, para hacer un artículo sobre eso [...]» La marca permaneció, sin embargo; hasta que las líneas «To be insulted by these fascists/It's so degrading» («Ser insultado por esos fascistas/Es tan degradante») de la canción «It's no Game» que abre Scary Monsters (and Super Creeps), cuatro años después; fueron interpretadas como un intento de enterrar el polémico incidente de una vez por todas.

## Recepción

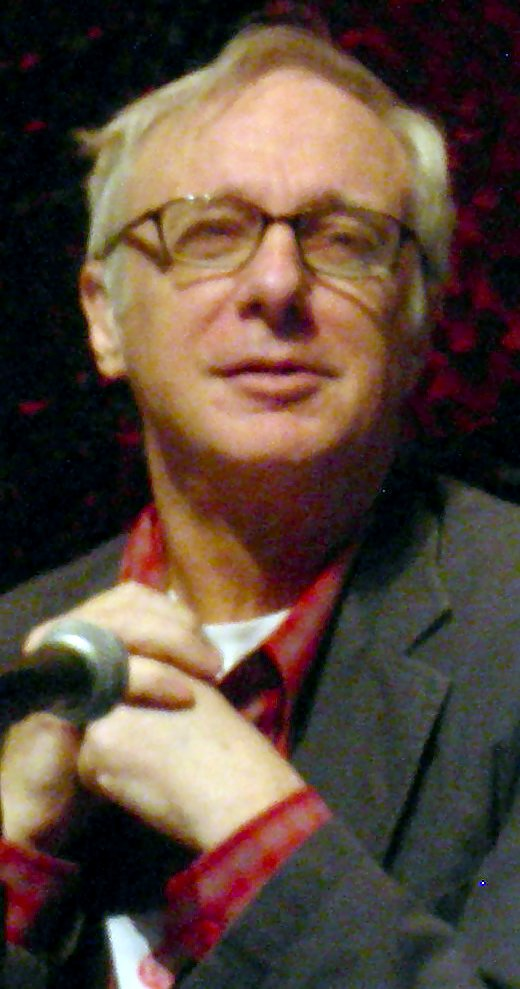
Robert Christgau fue uno de los críticos más positivos con respecto a su postura sobre el álbum.

Station to Station fue lanzado en enero de 1976, y Billboard consideró que Bowie «había encontrado su hueco en la música», a raíz de temas como «Fame» y «Golden Years», aunque la «canción de diez minutos aburre» (en referencia a la canción «Station to Station»). NME lo llamó «uno de los álbumes más significativos de los últimos cinco años». Ambas revistas creían que las letras del álbum eran poco accesibles. En su guía del consumidor, The Village Voice, el crítico Robert Christgau le concedió al álbum una calificación A, señalando que era «un gran disco cuyas dos caras ofrecen un placer duradero y también sorpresas. Deberías tenerlo». Christgau escribió que Bowie «podría unir a Lou Reed, la música disco, y a Huey Smith», y encontró que el álbum era una progresión de sus anteriores trabajos, declarando que «su atracción por la música negra había madurado».
Teri Moris de Rolling Stone alabó al álbum por sus momentos «rockeros», pero lo percibió también como un alejamiento del género, opinando que «[Station to Station era] un esfuerzo pensativo profesional de un artista de estilo consciente, cuya capacidad para componer e interpretar rock and roll exigente se equilibra cómodamente con su fascinación por otras formas [...] hay pocas dudas acerca de sus habilidades, pero uno se pregunta hasta cuando [Bowie] seguirá peleando con el rock». Circus, señalando que Bowie «nunca fue alguien que mantuviera continuidad en su trabajo o en su vida», declaró que Station to Station «ofrece enigma, destellos expresionistas que nos hacen sentir los contornos y las palpitaciones de un espíritu enmascarado que jamás revelara su rostro». La revista también denotó varias alusiones del álbum hacia esfuerzos anteriores de Bowie, como la «densidad» de The Man Who Sold the World, el «sentimiento pop» de Hunky Dory, la «disonancia y angustia» de Aladdin Sane, la «convincente percusión» de «Wild Eyed Boy from Freecloud», concluyendo que el álbum «muestra a Bowie saliendo de la curva más desafiante de su viaje».
Station to Station fue el álbum que alcanzó el lugar más alto en las listas estadounidenses hasta el 2013 (cuando fue superado por The Next Day), posicionándose en el tercer lugar, y manteniéndose en las listas durante 32 semanas. Fue certificado oro por la RIAA el 26 de febrero de 1976. En el Reino Unido, permaneció en las listas por 17 semanas, llegando el quinto lugar. Sería la última vez en la que un álbum de Bowie alcanzara un lugar más alto en los Estados Unidos que en su país natal.

## Reediciones y remasterizaciones
Station to Station ha sido reeditado cuatro veces en CD, y dos veces en 2010. La primera fue en 1985 por RCA con la portada original en blanco y negro; la segunda en 1991 por Rykodisc con dos temas adicionales en vivo grabados el 23 de marzo de 1976 en el Nassau Coliseum en Uniondale, Nueva York; la tercera en 1999 por EMI, con un sonido remasterizado de 24 bits pero sin pistas adicionales, y finalmente en 2007 por EMI Japón, replicando las presentación del vinilo original. En 2009 se anunció que se lanzaría una edición especial en 2010, que incluiría una mezcla Dolby 5.1 del álbum en un CD y del concierto entero en el Nassau Coliseum de 1976 en dos CD, además de incluir una libreta de 16 páginas En el mismo año, una edición de lujo fue publicada, la cual incluía los tres discos de la edición especial, junto con un cuarto disco con la reedición de 1985 remasterizada, y un quinto disco en formato EP, con cinco de las seis canciones de Station to Station editadas como sencillos. Sumado a todo eso, la edición de lujo contaba con un DVD-Audio que contenía al disco entero en cuatro mezclas distintas. También contaba con tres LP de doce pulgadas que contenían nuevamente al disco original y al concierto en el Nassau Coliseum. Por último, se incluían una libreta de 24 páginas, dos carpetas que contenían réplicas de objetos coleccionables de los conciertos de Bowie de 1976, y  finalmente, un póster doble.

## Legado

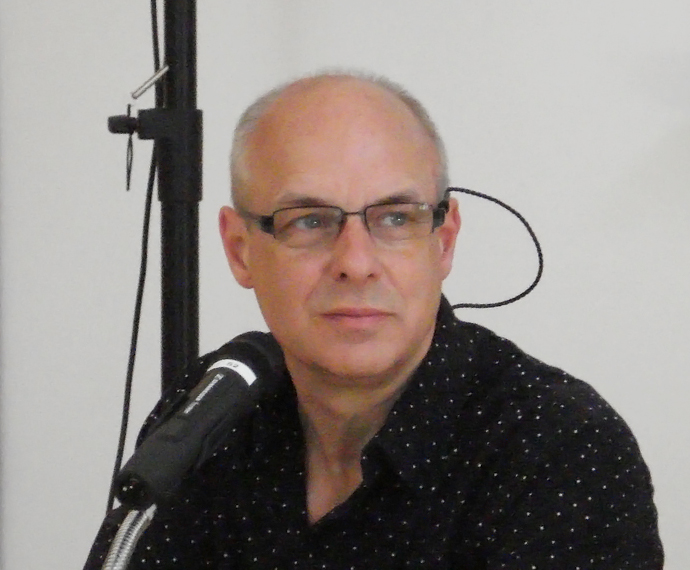
Brian Eno, colaborador de Bowie en su Trilogía de Berlín, elogió a Station to Station.

Station to Station fue un hito en la transición de Bowie hacia su posterior Trilogía de Berlín. El mismo cantante dijo: «En cuanto a la música, Low y sus hermanos fueron una continuación directa de la canción 'Station to Station'», mientras que Brian Eno también opinó que Low fue una continuación de Station to Station. También ha sido descrito como «enormemente influyente en el post-punk». Roy Carr y Charles Shaar Murray escribieron en 1981: «Si Low fuera un álbum de Gary Numan, Station to Station sería Magazine». Sin embargo, Stylus Magazine declaró en 2004 que: «pocos lograron anticipar el planteamiento de Bowie en el álbum, e igualmente unos pocos le siguieron [...] por lo que fue en gran parte, un estilo huérfano y abandonado».
Más de veinte años después de la publicación del álbum, Bowie consideró a Station to Station y a Low como «bueno, muy bueno», aunque debido a que estaba en un estado de desconexión durante la grabación; al escuchar el álbum aseguró «fue hecho por una persona completamente diferente». 

En primer lugar, está el contenido, del cual nadie ha sido realmente claro. La canción «Station to Station» en sí está muy preocupada con las estaciones de la cruz. Todas las referencias que hay acerca de la canción tienen que ver con la Cábala. Es el álbum más cercano a un tratado magia que he escrito. Nunca he leído una crítica que se percate de ello. Es un disco muy oscuro. En ese tiempo viví miserablemente, tengo que decirlo.
David Bowie

En 1999, el biógrafo David Buckley describió a Station to Station como «una obra maestra» y que «algunos críticos argumentan que, aunque tal vez esté algo pasado de moda, es su mejor disco». El mismo año, Eno lo llamó como «una de las mejores grabaciones de la historia». En 2003, el álbum ocupó el lugar 323 de la lista de los 500 mejores álbumes de todos los tiempos de la revista Rolling Stone. Un año más tarde, The Observer posicionó al álbum en el lugar 80 de los «100 mejores álbumes británicos».

## Lista de canciones
Todas las canciones escritas y compuestas por David Bowie, excepto donde está indicado. 
| Cara A |                      |          |  |
| N.º    | Título               | Duración |  |
| 1.     | «Station to Station» | 10:14    |  |
| 2.     | «Golden Years»       | 4:00     |  |
| 3.     | «Word on a Wing»     | 6:03     |  |

| Cara B |                                                      |          |  |
| N.º    | Título                                               | Duración |  |
| 1.     | «TVC 15»                                             | 5:33     |  |
| 2.     | «Stay»                                               | 6:15     |  |
| 3.     | «Wild Is the Wind» (Ned Washington, Dimitri Tiomkin) | 6:00     |  |

| Temas extra reedición 1991 |                            |          |  |
| N.º                        | Título                     | Duración |  |
| 1.                         | «Word on a Wing» (en vivo) | 6:10     |  |
| 2.                         | «Stay» (en vivo)           | 7:24     |  |

## Personal
Músicos
- David Bowie: voz, guitarra, saxofón, sintetizador Moog, melotrón, producción
- Carlos Alomar: guitarra
- Roy Bittan: piano
- Dennis Davis: batería
- George Murray: bajo
- Warren Peace: coros
- Earl Slick: guitarra

Producción
- Harry Maslin: producción
- Mick Rock: fotografía
- Steve Shapiro: fotografía
- Jonahtan Wyner: mezclas
- Nigel Reeve: masterización de la reedición CD
- Peter Mew: masterización de la reedición CD

## Posición en listas
| Año  | País           | Lista                           | Posición | Fuentes       |
| ---- | -------------- | ------------------------------- | -------- | ------------- |
| 1976 | Reino Unido    | UK Albums Chart                 | 5        | [ 59 ] [ 60 ] |
| 1976 | Estados Unidos | Billboard 200                   | 3        | [ 61 ]        |
| 1976 | Australia      | Kent Music Reoprt Album Chart   | 16       | [ 62 ]        |
| 1976 | Francia        | SNEP Album Chart                | 3        | [ 63 ]        |
| 1976 | Italia         | Italian Album Chart             | 15       | [ 64 ]        |
| 1976 | Japón          | Oricon LP Chart                 | 6        | [ 65 ]        |
| 1976 | Noruega        | VG-lista Topp 40 Albums         | 8        | [ 66 ]        |
| 1976 | Nueva Zelanda  | Recorded Music NZ               | 9        | [ 67 ]        |
| 1976 | Países Bajos   | Mega Album Top 100              | 3        | [ 68 ]        |
| 1976 | Suecia         | Sverigetopplistan Albums Top 60 | 11       | [ 69 ]        |
| 2010 | Estados Unidos | Billboard Top Pop Catalog       | 13       | [ 61 ]        |

## Certificaciones
| País           | Organismo certificador | Certificaciones | Ventas    | Fuente |
| -------------- | ---------------------- | --------------- | --------- | ------ |
| Reino Unido    | BPI                    | Oro             | ^ 100 000 | [ 70 ] |
| Estados Unidos | RIAA                   | Oro             | ^ 500 000 | [ 48 ] |
| Canadá         | CRIA                   | Oro             | ^ 50 000  | [ 71 ] |